# Aiphanes deltoidea
Aiphanes deltoidea är en enhjärtbladig växtart som beskrevs av Karl Ewald Maximilian Burret. Aiphanes deltoidea ingår i släktet Aiphanes och familjen Arecaceae. Inga underarter finns listade i Catalogue of Life.